# So Notorious
So Notorious, i marknadsföring skrivet So NoTORIous, är en amerikansk komediserie från 2006.

## Handling
So Notorious är en fiktiv dokumentär om skådespelaren Tori Spellings vardag.

## Om TV-serien
TV-serien omfattade 10 avsnitt. Serien fick mycket bra kritik i amerikansk media och blev ett uppsving för Tori Spelling. So Notorious har inte visats på svensk TV.

## Rollista (urval)
- Tori Spelling - sig själv
- Zachary Quinto - Sasan
- James Carpinello - Pete
- Mimi La Rue - sig själv
- Loni Anderson - Kiki Spelling
- Brennan Hesser - Janey